# Bönninghausen (baltisches Adelsgeschlecht)

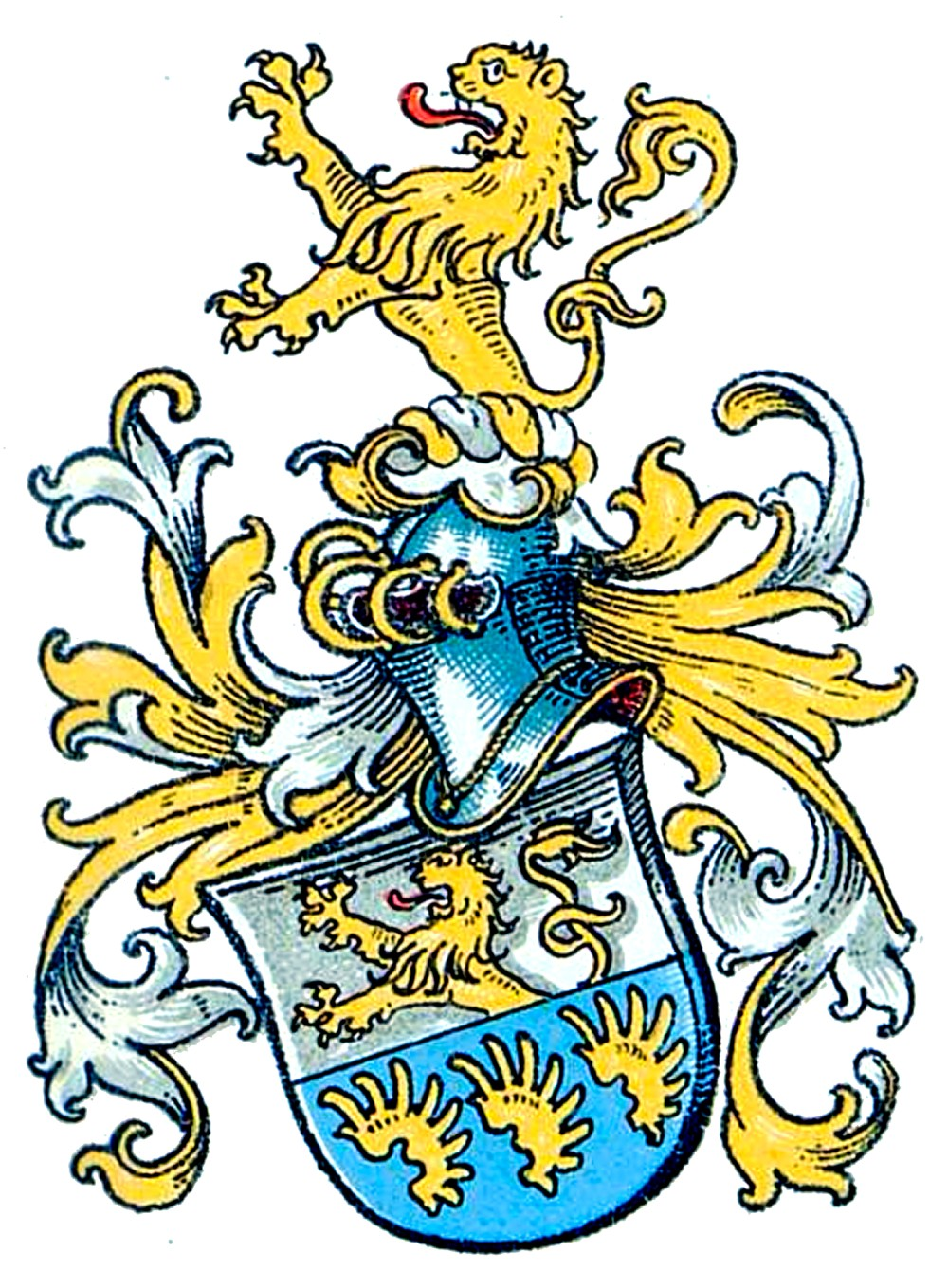
Wappen derer von Bönninghausen

Die Herren von Bönninghausen (auch: Bön(n)ingshausen) waren ein ursprünglich aus Westfalen stammendes, später in Livland ansässiges Adels– und Patriziergeschlecht.

## Geschichte
Das Geschlecht kam aus Westfalen nach Riga, wo es in den Rat gelangte. Bereits 1497 erscheint ein Carsten Bonynkhusen als Ratsherr, der von 1505 bis 1516 Kämmerer war und noch 1526 lebte. Sein Sohn Peter Böninghausen war von 1531 bis 1560 Ratsherr. Dessen Sohn Jordenn (Jordan) Bonninckhuszen war 1552 und 1553 Kämmerer und schließlich 1555 Ältermann der Compagnie der Schwarzen Häupter in Riga.
Ein von Bönninghausen war Grenzvogt in Livland und starb 1597. Sein Sohn Johann von Bönninghausen war erst in preußischen, dann in kaiserlichen und schließlich in holländisch-ostindischen Diensten. Nachdem er nach Livland zurückgekehrt war, wurde er als schwedischer Leutnant der Artillerie „mit Beibehalt des Wappens seiner Voreltern“ am 10. September 1649 in den Schwedischen Adelsstand ohne Introduction erhoben. Johann war mit Elisabeth von Uexküll verheiratet, die noch 1662 lebte. Das Ehepaar scheint kinderlos geblieben zu sein.
Ein weiteres Mitglied der Familie war Johann(es) Bönninghausen, ein Sohn des rigaschen Kaufmanns Hans Bönnighausen, der 1639 in Rostock immatrikuliert wurde und von 1646 bis 1660 Pastor zu Katlekaln (lettisch: Katlakalns) und Olai (bei Riga) war.
In Riga selbst war das Geschlecht bis zum Anfang des 18. Jahrhunderts vertreten, u. a. durch den Kaufmann Johann Benninghausen (Bönninghusen), der von 1696 bis zu seinem Tod im Jahr 1702, einer der Ältesten der Großen Gilde in Riga war.

## Herkunft und Namensentwicklung
Die genaue Herkunft der Familie in Westfalen ist ungeklärt. Sowohl die Bauerschaft Büninghausen bei Hultrop (Lippetal) als auch das Dorf Bönninghausen bei Soest werden in der Literatur als mögliche Namensgeber und Herkunftsorte der Familie genannt, wobei letzteres auch als möglicher Herkunftsort des nicht stammverwandten Adelsgeschlechts Bönninghausen gilt. Der Historiker Theodor Pyl vermutete eine Stammverwandtschaft mit dem aus Dortmund stammenden Greifswalder Ratsherrn Hermann Bominghusen.
Der Familienname Bönninghausen hat sich im Verlauf der Zeit stark verändert. Im 16. Jh. variierte die Schreibweise des Namens, z. B. gab es häufige Wechsel zwischen B und P, o und u, sowie g und k, bzw. ck (Bonnikhauss, Bonnynghusen, Punninckhussen, Punnichhußen,
Bonichuse,
Bonninghusen und Bonninckhusen, sind nur einige der über 30 überlieferten Namensvariationen), aber der Name blieb weitgehend stabil. Im Lauf des 17. Jh. gab es jedoch eine beschleunigte Namensentwicklung mit einem endgültigen Wandel von o, bzw. ö zu e und von g zu k, bzw. ck, zu dem eine Verkürzung des Namens zu Benkhusen/Benckhusen, bzw. Benkhausen/Benckhausen hinzukam.

## Wappen
Blasonierung: Silber über Blau geteilt, oben ein wachsender goldener Löwe, unten drei goldene Flügel nebeneinander, die Sachsen nach rechts gekehrt. Auf dem gold-silber gewulsteten Helm ein wachsender goldener Löwe. Die Helmdecken sind gold-silber.
Siebmacher gibt abweichend an, dass der Schild Silber über Rot geteilt und die Helmdecken gold-rot-silber sind.
Ebenso abweichend davon ist das bürgerliche Wappen der Familie in Riga: Silber über Blau geteilt, oben ein wachsender blauer Löwe, unten drei (2, 1) silberne Ringe. Auf dem Helm ein wachsender blauer Löwe. Die Helmdecken sind blau-silber.